# جيم غريمزلي
جيم غريمزلي (بالإنجليزية: Jim Grimsley)‏ (21 سبتمبر 1955، غريفتون في الولايات المتحدة)؛ كاتب وروائي أمريكي.

## روابط خارجية
- جيم غريمزلي على موقع IMDb (الإنجليزية)